# Poecilopachys minutissima
Espèce
Poecilopachys minutissima est une espèce d'araignées aranéomorphes de la famille des Araneidae.

## Distribution
Cette espèce est endémique de Nouvelle-Irlande en Papouasie-Nouvelle-Guinée.

## Description
Le mâle holotype mesure 1,6 mm.

## Publication originale
- Chrysanthus, 1971 : Further notes on the spiders of New Guinea I (Argyopidae). Zoologische Verhandelingen vol. 113, p. 1-52.